# Épreuves classantes nationales
 (août 2012).
Pour les articles homonymes, voir ECN.
Les épreuves classantes nationales (ECN) ont remplacé en 2004 le concours de l'internat.
En effet, depuis 2004, le second cycle des études de médecine en France s’achève pour tous les étudiants par les épreuves classantes nationales. Parmi les innovations, la médecine générale est considérée comme une spécialité à part entière, tous les futurs médecins étant désormais tenus de passer ces épreuves théoriques, et non pas un examen qui suppose l'obtention de la moyenne pour réussir.
Suivant son classement, l’étudiant choisit son centre hospitalier universitaire (et donc sa ville) d’affectation, ainsi que sa filière, puis les services où il effectuera des stages de six mois. Ce choix s'effectue d'abord par Internet (phase de pré-choix et simulations), le choix définitif ayant lieu au cours d'un « amphi de garnison » qui réunit tous les étudiants par tranche de classement. Cette procédure permet à l'étudiant de choisir son poste en ayant pleinement connaissance des places disponibles.
En 2005, un millier de postes, tous en médecine générale n'ont pas été pourvus, les étudiants préférant redoubler plutôt que de devenir généralistes. Les postes dans les autres spécialités étant tous pourvus.
À partir de 2016, les épreuves sont informatisées et donnent lieu aux Épreuves classantes nationales informatisées. Organisées par le Centre national de gestion (CNG), elles remplacent les épreuves classantes nationales (ECN) par dématérialisation au moyen de tablettes tactiles.
À la base prévue pour la rentrée 2020 mais décalé à la rentrée 2021 à cause de la pandémie de Covid-19 qui a ralenti sa mise en place logistique, les étudiants de quatrième année en médecine verront l'ECN disparaître.

## Histoire

### L'ancien concours de l'internat
L'internat a été créé en 1802. Il durait 4 ans et était accessible via un concours très sélectif réservés aux externes, qui étaient les étudiants ayant réussi le concours de l'externat. Le nombre de places au premier concours de l’internat était de 24, 60 à la fin du XIXe siècle, 80 pour un millier de candidats au début du XXe. L'externat disparut après 1968, mais le concours de l'internat « ancienne manière » perdura jusqu'en 2005, pour être remplacé par des épreuves classantes nationales.

### Réforme de l'ECNi
Un groupe interministériel, créé par les ministères de la Santé et de l'Enseignement supérieur le 23 janvier 2013, est chargé d'étudier la faisabilité d'ECN informatisées. Son rapport indique que les raisons d'une réforme des épreuves classantes nationales sont principalement économiques et pédagogiques.
L'organisation des épreuves classantes nationales implique jusqu'alors des moyens logistiques considérés comme lourds : l'impression des dossiers au format papier et la mobilisation pendant trois semaines d'un jury constitué de près de 400 personnels enseignants et hospitaliers. L'économie réalisée attendrait 4 millions d'euros.
Le groupe interministériel estime également que les étudiants en médecine doivent changer leur manière d'analyser, raisonner et décider plutôt qu'appliquer la méthode du « bachotage » qui était une pratique courante. Les TICE sont donc plus adaptées à ces épreuves.
Le support numérique doit également permettre d'intégrer des ressources plus interactives (par exemple des vidéos) aux sujets.
Le Centre national de gestion propose d'organiser et financer pour chaque université deux épreuves tests nationales (ETN) afin de valider le projet en conditions réelles en vue des véritables ECNi de mai 2016.
Le premier essai d'envergure nationale a lieu le 7 décembre 2015. Organisées simultanément dans 34 universités sur trois jours et 8 279 étudiants, les épreuves sont perturbées par une saturation des serveurs informatiques,,. Les étudiants baptisent alors leur promotion « promo crash test ».
Le deuxième essai a lieu du 7 au 9 mars 2016 avec 7 889 étudiants ; les deux premières journées se déroulent avec succès. C'est sur l'épreuve de lecture critique d'article qu'un nouveau problème s'est présenté : les fonctions de surlignage et d'onglets en parallèle ont saturé les serveurs. Le test est repoussé au lendemain et s'achève sans encombre.

## Projet SIDES
Une plateforme numérique nationale d'évaluation, intitulée SIDES (Système Informatisé Distribué d’Évaluation en Santé) est ouverte depuis novembre 2013. Chaque université est dotée d'une de ces plateformes afin de proposer aux enseignants de contribuer à la base de données docimologique. Un accès à cette base de données est proposé aux étudiants afin de se préparer aux examens. Cette plateforme est développée par l'université Joseph-Fourier - Grenoble 1.

## Épreuves
Les épreuves se déroulent à raison de 3 heures par demi-journée sur 5 demi-journées, soit un total de 15 heures cumulées. Les épreuves et barèmes sont les suivants  :
- 18 dossiers cliniques progressifs (DCP) sur 3 demi-journées : 70 % de la note.
- 120 questions isolées (QI) sur une demi-journée : 20 % de la note.
- 30 questions sur lecture critique d'article (LCA) sur une demi-journée : 10 % de la note.

La correction des questionnaires à choix multiples, automatique, reste identique à celle des ECN.

### Sujets
Un conseil scientifique est chargé d'élaborer les sujets. Ce conseil constitue une banque de sujets au sein de laquelle les sujets des épreuves sont tirés au sort.
Les sujets sont censés être originaux mais en 2016 et en 2017 des sujets déjà présentés dans certaines universités ont été réutilisés, obligeant le jury à invalider les sujets concernés et les candidats à repasser une partie des épreuves.
Cette erreur a déclenché la colère des associations d'étudiants en médecine.

## Programme du second cycle des études médicales

### De 2004 à 2015

#### Première partie: 11 modules pluridisciplinaires

##### Module 1: Apprentissage de l'exercice médical
L’étudiant doit apprendre à maîtriser la relation médecin-malade et sa différence dans la maladie aiguë grave et dans la maladie chronique. Il doit savoir communiquer et justifier sa démarche diagnostique et thérapeutique en s’appuyant sur les données actuelles de la science. Il a une obligation d’auto-formation grâce à la recherche documentaire, à l’analyse critique, et à l’apprentissage à la résolution de problèmes. Cette attitude professionnelle dont l’étudiant doit connaître les aspects médico-légaux, doit respecter la déontologie et les droits des malades.

##### Module 2: De la conception à la naissance
L’étudiant doit connaître la contraception et les problèmes médicaux liés à la procréation, à la grossesse et à la naissance. Il doit participer à la prise en charge de la grossesse et de ses complications. Il doit connaître les problèmes posés par les principales maladies génétiques et participer à l’information de la famille et du malade.

##### Module 3: Maturation et vulnérabilité
L’étudiant doit connaître les aspects normaux et pathologiques de la croissance humaine et du développement psychologique. Il doit être capable d’identifier et de savoir prendre en charge les comportements qui témoignent d’une fragilité de l’individu, en particulier à certaines périodes de la vie, afin de prévenir et dépister le passage à des conditions désocialisantes ou pathologiques.

##### Module 4: Handicap - Incapacité - Dépendance
À partir des notions générales sur les handicaps et les incapacités, l’étudiant doit comprendre à propos de deux ou trois exemples, les moyens d’évaluation des déficiences, incapacités et handicaps, les principes des programmes de rééducation, de réadaptation et de réinsertion et surtout la prise en charge globale, médico-psycho-sociale, de la personne handicapée dans une filière et/ou un réseau de soins.

##### Module 5: Vieillissement
L’étudiant doit connaître les caractéristiques du vieillissement humain normal et pathologique et les aspects spécifiques des maladies des personnes âgées. Il doit analyser la polypathologie et hiérarchiser ses actions. Il doit savoir discuter le rapport bénéfice/risque des décisions médicales en prenant en compte la personne âgée dans sa globalité, son environnement et ses attentes.

##### Module 6: Douleur - Soins palliatifs - Accompagnement
L’étudiant doit savoir différencier une douleur aiguë ou douleur “symptôme” d’une douleur chronique ou douleur “maladie”. Il doit être attentif à écouter, à évaluer et à prendre en charge les souffrances physiques et morales des malades. Il doit être capable de mettre en place et de coordonner les soins palliatifs à domicile ou à l’hôpital chez un malade en fin de vie. 

##### Module 7: Santé et environnement - Maladies transmissibles
L’étudiant doit savoir analyser les grands problèmes de santé publique en France et dans le monde, l’influence de l’environnement et du travail sur la santé et appliquer la prévention des risques. Il doit connaître les principales maladies transmissibles, leur prévention et leur traitement, et formuler des recommandations précises d’hygiène pour limiter le risque nosocomial.

##### Module 8: Immunopathologie - Réaction inflammatoire
L’étudiant doit connaître les grands mécanismes immunopathologiques et les principales affections mettant en jeu une réaction inflammatoire, allergique, dysimmunitaire ou fibrosante. Il doit maîtriser la prise en charge diagnostique et thérapeutique des affections les plus courantes. Il doit connaître les problèmes posés par les affections plus rares et participer à leur surveillance au long cours ainsi qu’à celle des transplantations d’organes.

##### Module 9: Athérosclérose - Hypertension - Thrombose
L’étudiant doit connaître les facteurs de risque, les complications et le traitement de l’athérome et de l’hypertension artérielle. La prise en charge du malade polyathéromateux doit être envisagée dans sa globalité, au long cours ou lors d’une complication. L’étudiant doit connaître les procédures de prévention, de diagnostic et de traitement de la maladie thrombo-embolique artérielle et veineuse.

##### Module 10: Cancérologie - Onco-hématologie
L’étudiant doit connaître les stratégies de prévention, de dépistage, de diagnostic et de traitement des principales tumeurs bénignes et malignes, afin de participer à la décision thérapeutique multidisciplinaire et à la prise en charge du malade à tous les stades de sa maladie.

##### Module 11: Synthèse clinique et thérapeutique
À la fin du 2e cycle, l’étudiant doit être capable, dans des situations cliniques très fréquentes et/ou d’urgence, d’évaluer la gravité, de décider ou non une hospitalisation, d’argumenter la prise en charge du malade, le raisonnement diagnostique et les examens complémentaires pertinents, en tenant compte des spécificités de l'enfant. Il doit instaurer un traitement et une surveillance adaptée.
L’acquisition de ces procédures cliniques et thérapeutiques doit s’appliquer à des cas cliniques réels faisant ressortir les problèmes posés par la polypathologie et les traitements multiples sur des terrains à risque.

### Depuis 2016
Parallèlement à la mise en place des épreuves informatisées, le programme est réorganisé en 13 unités d'enseignement dont les 11 premières sont sanctionnées aux ECNi par les épreuves de dossiers progressifs et de questions isolées, la 12e par l'épreuve de lecture critique d'article, et la dernière étant validée par les obligations de stages et de gardes.
Les unités d'enseignement sont :
- UE 1 : Apprentissage de l'exercice médical et de la coopération interprofessionnelle
- UE 2 : De la conception à la naissance - Pathologie de la femme - Hérédité - L'enfant - L'adolescent
- UE 3 : Maturation - Vulnérabilité - Santé mentale - Conduites addictives
- UE 4 : Perception - système nerveux - revêtement cutané
- UE 5 : Handicap - Vieillissement - Dépendance - Douleur - Soins palliatifs - Accompagnement
- UE 6 : Maladies transmissibles - Risques sanitaires - Santé au travail
- UE 7 : Inflammation - Immunopathologie - Poumon - Sang
- UE 8 : Circulation - Métabolismes
- UE 9 : Cancérologie - Onco-hématologie
- UE 10 : Le bon usage du médicament et des thérapeutiques non médicamenteuses
- UE 11 : Urgences et défaillances viscérales aiguës
- UE 12 : Formation générale à la recherche
- UE 13 : Stages et gardes.

Les UE 1 à 11 sont subdivisées en un total de 362 items.

## Spécialités
Le nombre de postes d'internes à pourvoir chaque année dans les différentes spécialités est défini par un arrêté du gouvernement publié au Journal Officiel. Les différentes spécialités médicales et chirurgicales en 2019 et le nombre de postes :
| Spécialités                              | Nombre de postes |
| ---------------------------------------- | ---------------- |
| Allergologie                             | 28               |
| Anatomie et cytologie pathologique       | 59               |
| Anesthésie-réanimation                   | 467              |
| Biologie médicale                        | 105              |
| Dermatologie et vénérologie              | 91               |
| Endocrinologie-diabétologie-nutrition    | 83               |
| Génétique médicale                       | 20               |
| Gériatrie                                | 192              |
| Gynécologie médicale                     | 82               |
| Hématologie                              | 43               |
| Hépato-gastro-entérologie                | 125              |
| Maladies infectieuses et tropicales      | 51               |
| Médecine cardio-vasculaire               | 179              |
| Médecine d'urgence                       | 469              |
| Médecine et santé au travail             | 122              |
| Médecine générale                        | 3213             |
| Médecine intensive-réanimation           | 72               |
| Médecine interne et immunologie clinique | 122              |
| Médecine légale et expertises médicales  | 26               |
| Médecine nucléaire                       | 32               |
| Médecine physique et de réadaptation     | 96               |
| Médecine vasculaire                      | 45               |
| Néphrologie                              | 78               |
| Neurologie                               | 125              |
| Oncologie                                | 118              |
| Pédiatrie                                | 325              |
| Pneumologie                              | 119              |
| Psychiatrie                              | 529              |
| Radiologie et imagerie médicale          | 249              |
| Rhumatologie                             | 85               |
| Santé publique                           | 61               |

| Spécialité                       | Nombre de postes |
| -------------------------------- | ---------------- |
| Gynécologie obstétrique          | 201              |
| Ophtalmologie                    | 143              |
| ORL et chirurgie cervico-faciale | 78               |
| Urologie                         | 61               |

| Spécialité                                         | Nombre de postes |
| -------------------------------------------------- | ---------------- |
| Chirurgie maxillo-faciale                          | 26               |
| Chirurgie orale                                    | 12               |
| Chirurgie orthopédique et traumatologique          | 120              |
| Chirurgie pédiatrique                              | 22               |
| Chirurgie plastique, reconstructrice et esthétique | 28               |
| Chirurgie thoracique et cardio-vasculaire          | 25               |
| Chirurgie vasculaire                               | 27               |
| Chirurgie viscérale et digestive                   | 78               |
| Neurochirurgie                                     | 25               |

## Matériel

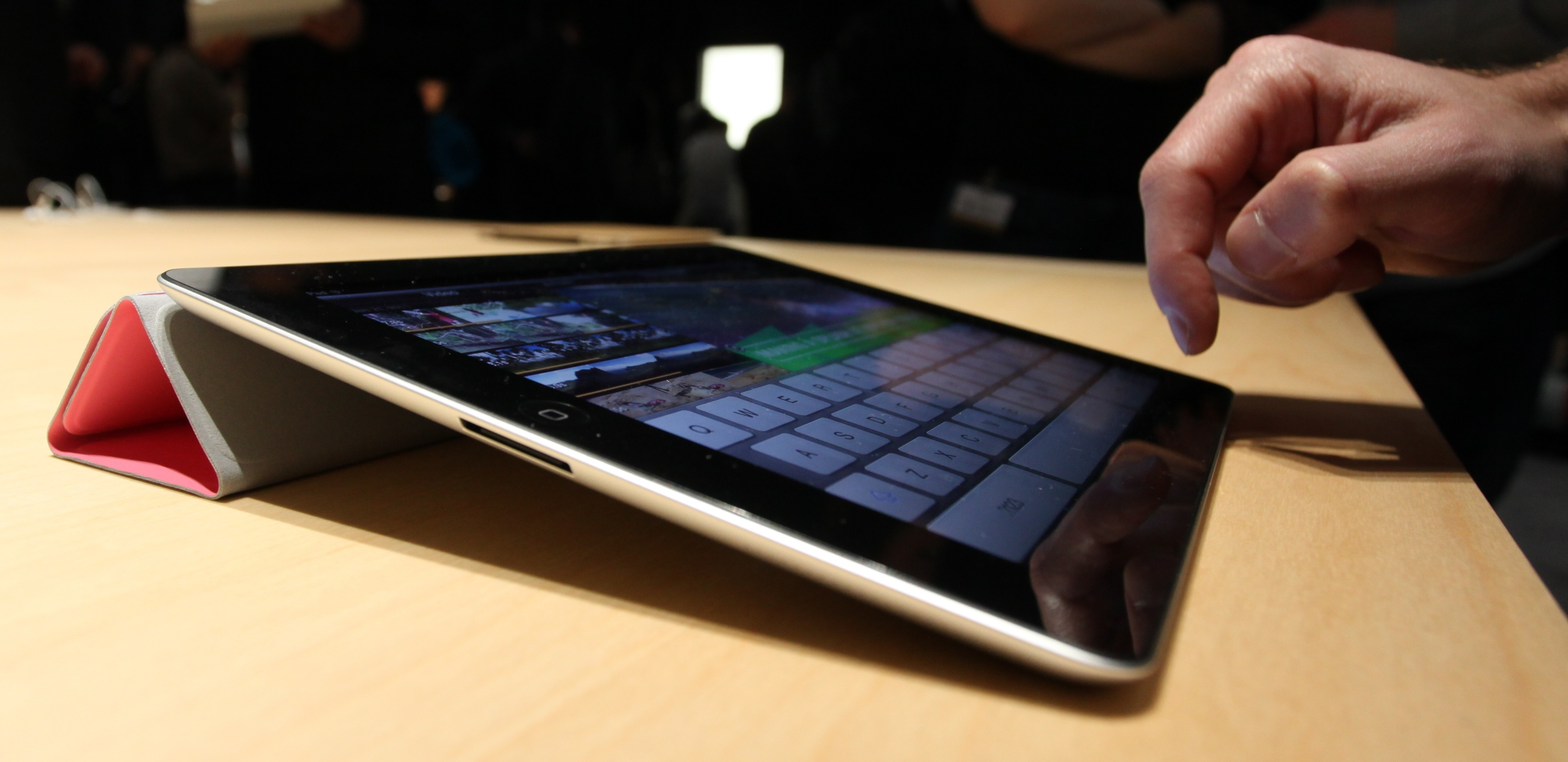
Une tablette iPad 2, un des modèles validé pour les épreuves classantes nationales informatisées.

Le choix des tablettes est fait par le Centre national de gestion, prestataire en la matière des Ministères de la Santé et de l'Enseignement supérieur, selon un ensemble de critères garantissant une équité de traitement entre les candidats : les performances matérielles, la compatibilité avec la plate-forme SIDES, la durée de la batterie, la résolution de l'écran et la capacité de configurer massivement les tablettes. Le choix, réévalué chaque année, se porte alors sur les tablettes de marque Apple et valide les modèles suivants : iPad 2, iPad 3, iPad 4, iPad Air et iPad Air 2.